# 2009年のMLBドラフト
2009年のMLBドラフト（2009 First-Year Player Draft）、メジャーリーグベースボール (MLB)の第50回ドラフト会議で、2009年6月9日から11日にかけてに行われたアマチュアドラフトである。

## 1巡目指名
|  | = オールスター |  | = WBC出場  |  |
|  | = MLB未出場    |  | = 契約せず |  |

| 順位 | 選手                         | チーム                                     | 守備位置 | 学校                                              |
| ---- | ---------------------------- | ------------------------------------------ | -------- | ------------------------------------------------- |
| 1    | スティーブン・ストラスバーグ | ワシントン・ナショナルズ                   | 投手     | サンディエゴ州立大学                              |
| 2    | ダスティン・アクリー         | シアトル・マリナーズ                       | 外野手   | ノースカロライナ大学                              |
| 3    | ドノバン・テイト             | サンディエゴ・パドレス                     | 外野手   | カーターズビル高校 (GA)                           |
| 4    | トニー・サンチェス           | ピッツバーグ・パイレーツ                   | 捕手     | ボストンカレッジ (MA)                             |
| 5    | マット・ホブグッド           | ボルチモア・オリオールズ                   | 投手     | Norco High School (CA)                            |
| 6    | ザック・ウィーラー           | サンフランシスコ・ジャイアンツ             | 投手     | イーストポールディング高校 (GA)                   |
| 7    | マイク・マイナー             | アトランタ・ブレーブス                     | 投手     | ヴァンダービルト大学 (TN)                         |
| 8    | マイク・リーク               | シンシナティ・レッズ                       | 投手     | アリゾナ州立大学                                  |
| 9    | ジェイコブ・ターナー         | デトロイト・タイガース                     | 投手     | ウェストミンスター・クリスチャン・アカデミー (MO) |
| 10   | ドリュー・ストーレン         | ワシントン・ナショナルズ                   | 投手     | スタンフォード大学 (CA)                           |
| 11   | タイラー・マツェック         | コロラド・ロッキーズ                       | 投手     | カピストラーノバレー高校 (CA)                     |
| 12   | アーロン・クロウ             | カンザスシティ・ロイヤルズ                 | 投手     | ミズーリ大学                                      |
| 13   | グラント・グリーン           | オークランド・アスレチックス               | 遊撃手   | 南カリフォルニア大学                              |
| 14   | マット・パーク               | テキサス・レンジャーズ                     | 投手     | Klein High School (TX)                            |
| 15   | アレックス・ホワイト         | クリーブランド・インディアンス             | 投手     | ノースカロライナ大学                              |
| 16   | ボビー・ボーチェリング       | アリゾナ・ダイヤモンドバックス             | 三塁手   | Bishop Verot High School (FL)                     |
| 17   | A.J.ポロック                 | アリゾナ・ダイヤモンドバックス             | 外野手   | ノートルダム大学 (IN)                             |
| 18   | チャド・ジェームズ           | フロリダ・マーリンズ                       | 投手     | Yukon High School (OK)                            |
| 19   | シェルビー・ミラー           | セントルイス・カージナルス                 | 投手     | ブラウンウッド高校 (TX)                           |
| 20   | チャド・ジェンキンス         | トロント・ブルージェイズ                   | 投手     | ケネソー州立大学 (GA)                             |
| 21   | ジオバンニ・マイアー         | ヒューストン・アストロズ                   | 遊撃手   | Bonita High School (CA)                           |
| 22   | カイル・ギブソン             | ミネソタ・ツインズ                         | 投手     | ミズーリ大学                                      |
| 23   | ジャレッド・ミッチェル       | シカゴ・ホワイトソックス                   | 外野手   | ルイジアナ州立大学                                |
| 24   | ランドル・グリチャック       | ロサンゼルス・エンゼルス・オブ・アナハイム | 外野手   | ラマー・コンソリデーティド高校 (TX)               |
| 25   | マイク・トラウト             | ロサンゼルス・エンゼルス・オブ・アナハイム | 外野手   | ミルビル高校 (NJ)                                 |
| 26   | エリック・アーネット         | ミルウォーキー・ブルワーズ                 | 投手     | インディアナ大学                                  |
| 27   | ニック・フランクリン         | シアトル・マリナーズ                       | 遊撃手   | Lake Brantley High School (FL)                    |
| 28   | レイモンド・フエンテス       | ボストン・レッドソックス                   | 外野手   | Fernando Callejo High School (PR)                 |
| 29   | スレイド・ヒースコット       | ニューヨーク・ヤンキース                   | 外野手   | Texas High School                                 |
| 30   | レボン・ワシントン           | タンパベイ・レイズ                         | 二塁手   | Buchholz High School (FL)                         |
| 31   | ブレット・ジャクソン         | シカゴ・カブス                             | 外野手   | カリフォルニア大学                                |
| 32   | ティム・ウィーラー           | コロラド・ロッキーズ                       | 外野手   | カリフォルニア州立大学サクラメント校              |

## 1巡目補足指名
| 順位 | 選手                       | チーム                                     | 守備位置 | 学校                              |
| ---- | -------------------------- | ------------------------------------------ | -------- | --------------------------------- |
| 33   | スティーブン・バロン       | シアトル・マリナーズ                       | 捕手     | John A. Ferguson High School (FL) |
| 34   | レックス・ブラザーズ       | コロラド・ロッキーズ                       | 投手     | リプスコム大学 (TN)               |
| 35   | マット・デビッドソン       | アリゾナ・ダイヤモンドバックス             | 三塁手   | Yucaipa High School (CA)          |
| 36   | アーロン・ミラー           | ロサンゼルス・ドジャース                   | 投手     | ベイラー大学 (TX)                 |
| 37   | ジェームズ・パクストン     | トロント・ブルージェイズ                   | 投手     | ケンタッキー大学                  |
| 38   | ジョシュ・フェグリー       | シカゴ・ホワイトソックス                   | 捕手     | インディアナ大学                  |
| 39   | ケントレイル・デービス     | ミルウォーキー・ブルワーズ                 | 外野手   | テネシー大学                      |
| 40   | タイラー・スカッグス       | ロサンゼルス・エンゼルス・オブ・アナハイム | 投手     | Santa Monica High School (CA)     |
| 41   | クリス・オーウィングス     | アリゾナ・ダイヤモンドバックス             | 遊撃手   | Gilbert High School (SC)          |
| 42   | ギャレット・リチャーズ     | ロサンゼルス・エンゼルス・オブ・アナハイム | 投手     | オクラホマ大学                    |
| 43   | ブラッド・ボックスバーガー | シンシナティ・レッズ                       | 投手     | 南カリフォルニア大学              |
| 44   | タナー・シェパーズ         | テキサス・レンジャーズ                     | 投手     | カリフォルニア州立大学フレズノ校  |
| 45   | マイク・ベルフィオーレ     | アリゾナ・ダイヤモンドバックス             | 投手     | ボストンカレッジ (MA)             |
| 46   | マシュー・ベイショア       | ミネソタ・ツインズ                         | 投手     | インディアナ大学                  |
| 47   | カイル・ヘッカソーン       | ミルウォーキー・ブルワーズ                 | 投手     | ケネソー州立大学 (GA)             |
| 48   | タイラー・ケーラー         | ロサンゼルス・エンゼルス・オブ・アナハイム | 投手     | イースタンイリノイ大学            |
| 49   | ビック・ブラック           | ピッツバーグ・パイレーツ                   | 投手     | ダラス・バプティスト大学 (TX)     |

## その他注目選手
| 巡 目 | 順 位 | 選 手                        | チ ｜ ム                                   | 守 備 位 置 | 学 校                                         |
| ----- | ----- | ---------------------------- | ------------------------------------------ | ----------- | --------------------------------------------- |
| 2     | 50    | ジェフ・コバーナス           | ワシントン・ナショナルズ                   | 二塁手      | カリフォルニア大学バークレー校                |
| 2     | 53    | ブルックス・パウンダーズ     | ピッツバーグ・パイレーツ                   | 投手        | テメキュラバレー高校 (CA)                     |
| 2     | 54    | マイカル・ギブンズ           | ボルチモア・オリオールズ                   | 遊撃手      | ヘンリー・B・プラント高校 (FL)                |
| 2     | 55    | トミー・ジョゼフ             | サンフランシスコ・ジャイアンツ             | 捕手        | ホライズン高校 (AZ)                           |
| 2     | 57    | ビリー・ハミルトン           | シンシナティ・レッズ                       | 外野手      | テイラーズビル高校 (MS)                       |
| 2     | 59    | ノーラン・アレナド           | コロラド・ロッキーズ                       | 三塁手      | エル・トロ高校 (CA)                           |
| 2     | 61    | トレイス・トンプソン         | シカゴ・ホワイトソックス                   | 外野手      | サンタ・マルガリータ・カトリック高校 (CA)     |
| 2     | 63    | ジェイソン・キプニス         | クリーブランド・インディアンス             | 外野手      | アリゾナ州立大学                              |
| 2     | 64    | マーク・クラウス             | アリゾナ・ダイヤモンドバックス             | 外野手      | オハイオ大学                                  |
| 2     | 71    | デビッド・ホルムバーグ       | シカゴ・ホワイトソックス                   | 投手        | ポートシャーロット高校 (FL)                   |
| 2     | 72    | スティーブン・マッツ         | ニューヨーク・メッツ                       | 投手        | ウォードメルビル高校 (NY)                     |
| 2     | 76    | ジョン・ライアン・マーフィー | ニューヨーク・ヤンキース                   | 捕手        | IMGアカデミー (FL)                            |
| 2     | 77    | アレックス・ウィルソン       | ボストン・レッドソックス                   | 投手        | テキサスA&M大学                               |
| 2     | 79    | DJ・ルメイユ                 | シカゴ・カブス                             | 二塁手      | ルイジアナ州立大学                            |
| 2     | 80    | パトリック・コービン         | ロサンゼルス・エンゼルス・オブ・アナハイム | 投手        | チポラ大学 (FL)                               |
| 2     | 82    | カイル・シーガー             | シアトル・マリナーズ                       | 三塁手      | ノースカロライナ大学チャペルヒル校            |
| 2     | 87    | デビッド・ヘイル             | アトランタ・ブレーブス                     | 投手        | プリンストン大学 (NJ)                         |
| 2     | 91    | ウィル・マイヤーズ           | カンザスシティ・ロイヤルズ                 | 捕手        | ウェスレヤン・クリスチャン・アカデミー (NC)   |
| 2     | 93    | ロビー・アーリン             | テキサス・レンジャーズ                     | 投手        | スコッツバレー高校 (CA)                       |
| 2     | 95    | キーオン・ブロクストン       | アリゾナ・ダイヤモンドバックス             | 三塁手      | サンタフェ・カレッジ (FL)                     |
| 3     | 98    | ジョー・ケリー               | セントルイス・カージナルス                 | 投手        | カリフォルニア大学リバーサイド校              |
| 3     | 104   | ジェイク・マリスニック       | トロント・ブルージェイズ                   | 外野手      | リバーサイド・ポリー高校 (CA)                 |
| 4     | 123   | マックス・スタッシ           | オークランド・アスレチックス               | 捕手        | ユバシティ高校 (CA)                           |
| 4     | 130   | ライアン・ゴインズ           | トロント・ブルージェイズ                   | 遊撃手      | ダラス・バプティスト大学 (TX)                 |
| 4     | 135   | アダム・ウォーレン           | ニューヨーク・ヤンキース                   | 投手        | ノースカロライナ大学チャペルヒル校            |
| 4     | 138   | ジェレミー・ヘイゼルベイカー | ボストン・レッドソックス                   | 外野手      | ボール州立大学 (IN)                           |
| 4     | 140   | クリス・ルーシン             | シカゴ・カブス                             | 投手        | ケンタッキー大学                              |
| 5     | 147   | ブランドン・ベルト           | サンフランシスコ・ジャイアンツ             | 一塁手      | テキサス大学オースティン校                    |
| 5     | 152   | ルイス・コールマン           | カンザスシティ・ロイヤルズ                 | 投手        | ルイジアナ州立大学                            |
| 5     | 160   | ライアン・シンフ             | トロント・ブルージェイズ                   | 二塁手      | ルイジアナ州立大学                            |
| 6     | 172   | マイケル・テイラー           | ワシントン・ナショナルズ                   | 遊撃手      | ウェストミンスターアカデミー (FL)             |
| 6     | 186   | ブレイディン・ヘーゲンズ     | アリゾナ・ダイヤモンドバックス             | 投手        | マーセッド・コミュニティカレッジ (CA)         |
| 6     | 191   | エンリケ・ヘルナンデス       | ヒューストン・アストロズ                   | 遊撃手      | アメリカンミリタリーアカデミー (PR)           |
| 6     | 192   | クリス・ハーマン             | ミネソタ・ツインズ                         | 捕手        | マイアミ大学 (FL)                             |
| 6     | 200   | ブルックス・ラリー           | シカゴ・カブス                             | 投手        | テキサスA&M大学                               |
| 7     | 204   | マイルズ・マイコラス         | サンディエゴ・パドレス                     | 投手        | ノバ・サウスイースタン大学 (FL)               |
| 7     | 213   | イアン・クロール             | オークランド・アスレチックス               | 投手        | ニュークアバレー高校 (IL)                     |
| 7     | 221   | ダラス・カイケル             | ヒューストン・アストロズ                   | 投手        | アーカンソー大学                              |
| 7     | 226   | クリス・デービス             | ミルウォーキー・ブルワーズ                 | 外野手      | カリフォルニア州立大学フラトン校              |
| 8     | 241   | ロブ・スケーヒル             | コロラド・ロッキーズ                       | 投手        | ブラッドリー大学 (IL)                         |
| 8     | 246   | ポール・ゴールドシュミット   | アリゾナ・ダイヤモンドバックス             | 一塁手      | テキサス州立大学サンマルコス校                |
| 8     | 252   | ブライアン・ドージャー       | ミネソタ・ツインズ                         | 遊撃手      | 南ミシシッピ大学                              |
| 8     | 257   | ジョン・シングルトン         | フィラデルフィア・フィリーズ               | 一塁手      | ミリカン高校 (CA)                             |
| 9     | 265   | ブロック・ホルト             | ピッツバーグ・パイレーツ                   | 二塁手      | ライス大学 (TX)                               |
| 9     | 275   | プレストン・ギルメット       | クリーブランド・インディアンス             | 投手        | アリゾナ大学                                  |
| 9     | 276   | チェイス・アンダーソン       | アリゾナ・ダイヤモンドバックス             | 投手        | オクラホマ大学                                |
| 9     | 280   | アーロン・ループ             | トロント・ブルージェイズ                   | 投手        | テュレーン大学 (LA)                           |
| 9     | 287   | アーロン・アルテール         | フィラデルフィア・フィリーズ               | 外野手      | アグア・フリア高等学校 (AZ)                   |
| 10    | 299   | タッカー・バーンハート       | シンシナティ・レッズ                       | 捕手        | ブラウンズバーグ高校 (IN)                     |
| 10    | 310   | ヤン・ゴームズ               | トロント・ブルージェイズ                   | 捕手        | バリー大学 (FL)                               |
| 12    | 352   | ネイト・カーンズ             | ワシントン・ナショナルズ                   | 投手        | テキサス工科大学                              |
| 12    | 357   | クリス・ヘストン             | サンフランシスコ・ジャイアンツ             | 投手        | イーストカロライナ大学 (NC)                   |
| 12    | 368   | カイル・ジェンセン           | フロリダ・マーリンズ                       | 投手        | セントメリーズカレッジ・オブ・カリフォルニア  |
| 13    | 386   | タイ・ケリー                 | ボルチモア・オリオールズ                   | 二塁手      | カリフォルニア大学デービス校                  |
| 13    | 399   | マット・カーペンター         | セントルイス・カージナルス                 | 三塁手      | テキサスクリスチャン大学                      |
| 15    | 460   | ドリュー・ハッチソン         | トロント・ブルージェイズ                   | 投手        | レイクランド高校 (FL)                         |
| 15    | 465   | シェーン・グリーン           | ニューヨーク・ヤンキース                   | 投手        | デイトナビーチ・コミュニティカレッジ (FL)     |
| 16    | 495   | ブライアン・ミッチェル       | ニューヨーク・ヤンキース                   | 投手        | ロッキンガム・カウンティ高校 (NC)             |
| 16    | 496   | スクーター・ジェネット       | ミルウォーキー・ブルワーズ                 | 遊撃手      | サラソタ高等学校 (FL)                         |
| 18    | 550   | ダニエル・ウェブ             | トロント・ブルージェイズ                   | 投手        | ノースウェスト・フロリダ州立大学              |
| 19    | 580   | ライアン・テペラ             | トロント・ブルージェイズ                   | 投手        | サム・ヒューストン州立大学 (TX)               |
| 20    | 611   | J.D.マルティネス             | ヒューストン・アストロズ                   | 外野手      | ノバ・サウスイースタン大学 (FL)               |
| 20    | 617   | ダリン・ラフ                 | フィラデルフィア・フィリーズ               | 一塁手      | クレイトン大学 (NE)                           |
| 21    | 638   | A.J.ラモス                   | フロリダ・マーリンズ                       | 投手        | テキサス工科大学                              |
| 21    | 639   | トレバー・ローゼンタール     | セントルイス・カージナルス                 | 投手        | カウリーカウンティ・コミュニティカレッジ (KS) |
| 22    | 658   | ライアン・ウェバー           | アトランタ・ブレーブス                     | 投手        | セントピーターズバーグ大学 (FL)               |
| 22    | 676   | マイク・ファイヤーズ         | ミルウォーキー・ブルワーズ                 | 投手        | ノバ・サウスイースタン大学 (FL)               |
| 23    | 699   | マット・アダムス             | セントルイス・カージナルス                 | 一塁手      | スリッパリーロック大学 (PA)                   |
| 24    | 723   | ダン・ストレイリー           | オークランド・アスレチックス               | 投手        | マーシャル大学 (WV)                           |
| 25    | 770   | ジャスティン・ボーア         | シカゴ・カブス                             | 一塁手      | ジョージ・メイソン大学 (VA)                   |
| 28    | 859   | ザック・ロスカップ           | タンパベイ・レイズ                         | 投手        | チェメケタ・コミュニティ・カレッジ (OR)       |
| 48    | 1445  | ビダル・ヌーニョ             | クリーブランド・インディアンス             | 投手        | ベイカー大学 (KS)                             |